# Tradición natha

Los Nava Natha (‘nueve maestros’):
Adinath,
Matsyendranath,
Gorakshanath,
Gajakantharnath,
Chauranginath,
Santoshnath,
Satyanath,
Udayanath y
Achalachambhenath.
Detrás se ven las deidades Visnú, dattatreya (de tres cabezas) y Shiva.

La tradición natha es una sampradaia (cadena iniciatoria de maestros y discípulos) heterodoxa shivaísta que contiene muchos subgrupos.

## Nombre sánscrito
- nāthasampradāya, en el sistema AITS (alfabeto internacional para la transliteración del sánscrito).[1]
- नाथसम्प्रदाय, en escritura devanagari del sánscrito.[1]
- Pronunciación:
  - /natJá sampradáia/ en sánscrito[1] o bien
  - /nát somprodái/ en varios idiomas modernos de la India (como el bengalí, el hindí, el maratí o el palí).
- Etimología:[1]
  - nātha: ‘señor, amo, refugio’, maestro;
  - sampradā: ‘dar completamente’, pasar una tradición de maestro a discípulo. La palabra sampradāya no existía en el Rig-veda (el texto más antiguo de la India, de mediados del II milenio a. C.) ni en el Majabhárata (texto epicorreligioso del siglo III a. C.); apareció por primera vez en los textos Grijia-sutra y Srauta-sutra.

## La sampradaia original
Esta escuela de meditación fue fundada por Matsiendra Nath y luego desarrollada por Goraksa Nath. Estos dos maestros también son reverenciados en el budismo tibetano como maja-siddhas (‘grandes perfectos’) y se les cree con grandes poderes y perfecto logro espiritual.
Los seguidores de la nath sampradaia dicen que esta es un desarrollo de un antiguo grupo llamado siddha sampradaia (‘tradición de los perfectos’) o avadhuta sampradaia (‘tradición de los renunciantes’),
Su fundador fue el gurú Dattatreia, quien declaraba ser una encarnación humana del dios Shivá.

## Los Nueve Maestros
En la India, el grupo shivaísta nath adora a 84 natha-siddhas (maestros que alcanzaron la perfección) y 9 de ellos, los Nava Nath (‘nueve señores’) se consideran como avatares de los diferentes dioses hinduistas:
- Adinath es Yioti (la luz divina).
- Matsyendranath es Matsia (el avatar pez).
- Gorakshanath es Shiva
- Gajakantharnath es Ganesha
- Chauranginath es Chandra
- Santoshnath es Visnú
- Satyanath es Brahmá
- Udayanath es Parvati
- Achalachambhenath es Ananta Sesha.

Otra lista de los nueve nathas:
- MatsiendraNath o MachindraNath
- GoraksaNath o GorakhNath
- YalandharNath o YalanderNath
- KanifNath
- GajiniNath
- BhartriNath o BhartariNath o Raja Bhartari
- RevanaNath
- CharpatiNath
- NagaNath o NageshNath

En la India la tradición de los natha se formó entre el siglo VII y el XII.
Se considera que los nathas fundaron la tradición yóguica mediante la práctica del kaya sadhana, el método para alcanzar una supuesta inmortalidad física. De los natha se originó el hatha yoga conocido en la actualidad, aunque el hatha yoga tradicional tiene poco que ver con el yoga fitness moderno.

### Matsiendra Nath

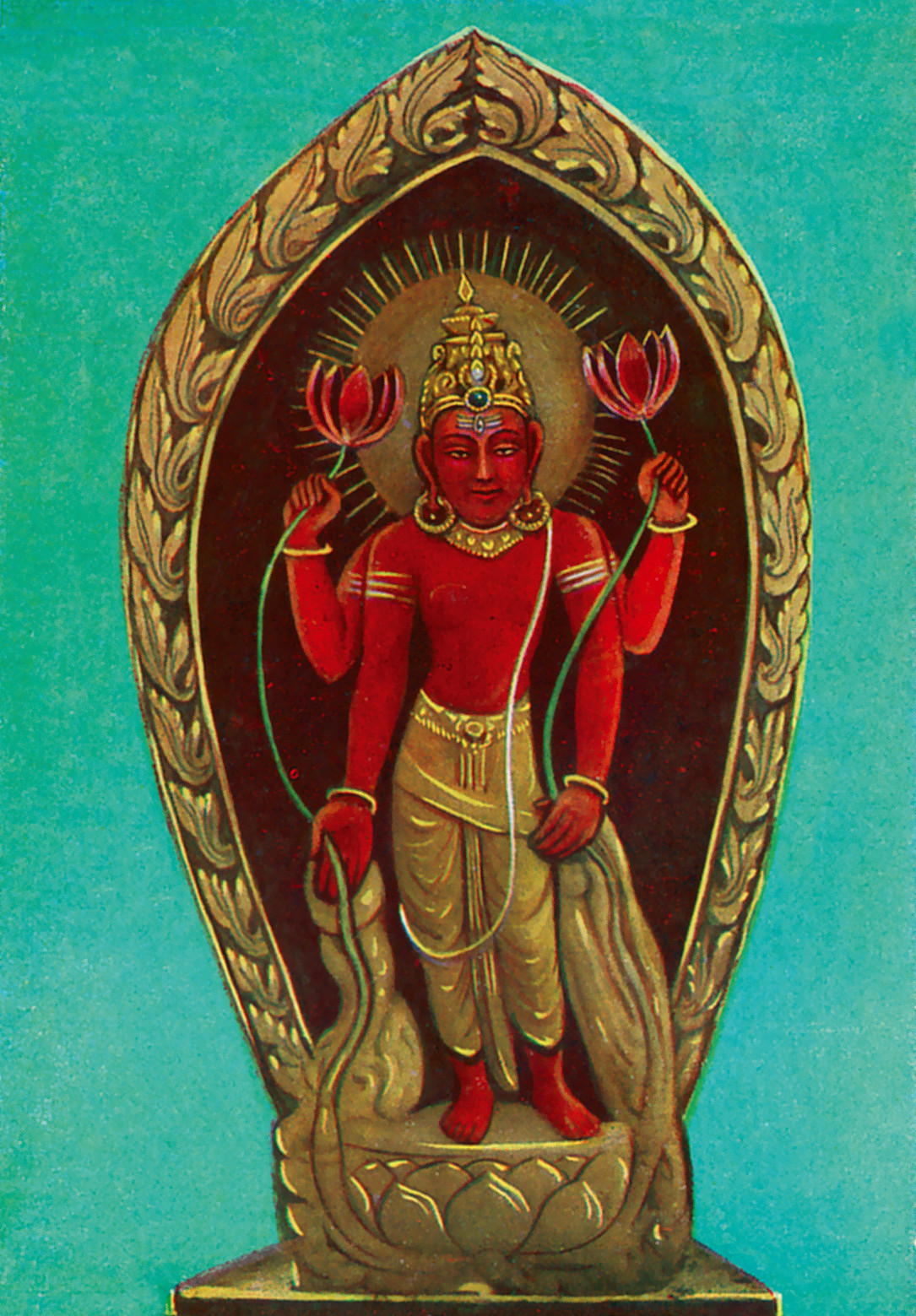
Matsyendranath

El establecimiento de los naths como una secta históricamente distinta comenzó supuestamente alrededor de los siglos VIII y IX con un simple pescador, Matsiendra Nath (a veces llamado Mina Nath, quien en algunas fuentes es identificado como el padre de Matsiendranath).
Una leyenda acerca del origen de las enseñanzas nath es que Matsiendranath fue tragado por un pez, y mientras estaba dentro del estómago oyó por casualidad las enseñanzas dadas por Shivá a su esposa Párvati. De acuerdo con esta leyenda, Shivá impartió sus enseñanzas en el fondo del mar para evitar que algún ser humano lo escuchara. Dentro del pez, Matsiendranath absorbió las enseñanzas de Shivá. Cuando otro pescador sacó al gran pez fuera del agua, rescató a Matsiendranath, quien se acercó al maestro Siddha Charpati y tomó iniciación como un saniasi (completo renunciante).

### Goraksa Nath

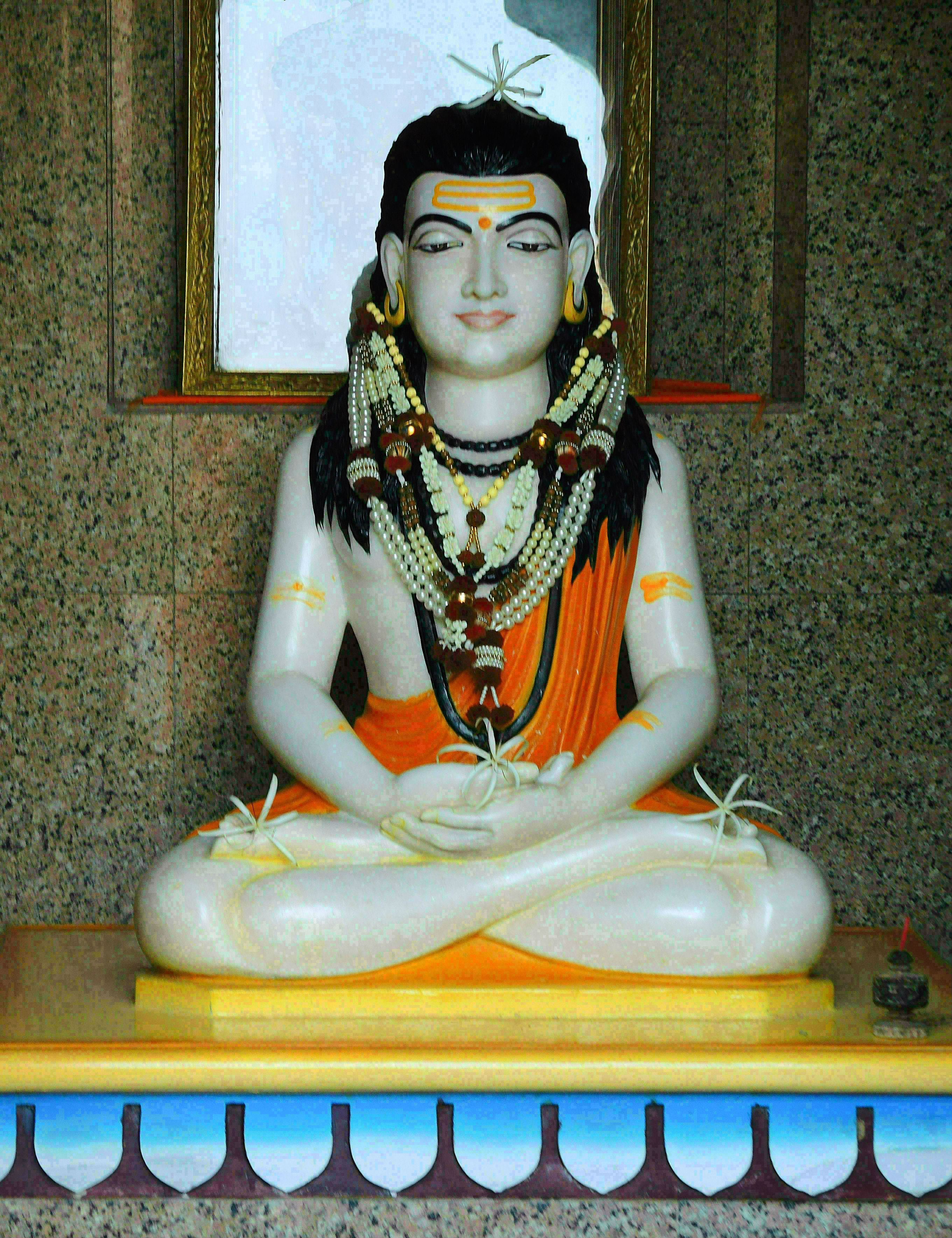
Murti de Gorakshnath en un templo de Laksmangarh (India).

Los dos discípulos más importantes de Matsiendranath fueron Chaurangui y Gorakshanath. Este último llegó a eclipsar a su maestro en importancia.
En la actualidad, Gorakshanath es considerado el más influente de los antiguos nath. También se presume que escribió el primer libro que trató el tema del laia-ioga y de la ascensión de la kundalini-shakti.
En la India, Gorakshanath es venerado como Shiva y como patrono de todos los natha yoguis. Él fundó el orden de los kanphatas o darshani. A los practicantes de esta orden, el gurú les perfora el centro de las orejas en la ceremonia de la iniciación y les inserta grandes pendientes (kundalas), que ellos creen que están vinculadas con las energías del Sol y de la Luna y que las harían circular por el cuerpo sutil. Con el equilibrio de esas energías el yogui alcanza las perfecciones del cuerpo, los kaia-siddhis.
Los natha en la India creen que Gorakshanath se ha manifestado en todas las épocas del mundo (los cuatro iugas.
Según las fuentes tradicionales Gorakshanath alcanzó la inmortalidad física.[cita requerida]
Hay muchos ásrams y templos en India dedicados a Gorakshanatha. Muchos de ellos han sido construidos en sitios donde él vivió y se dedicó a la meditación y otros sadhanas. De acuerdo a la tradición, su ermita y gaddi (asiento) samadhi reside en el templo Gorakhnath en Gorakhpur.
Sin embargo, un tal Nitiananda estableció que el samadhi (tumba) de ambos ―Matsiendranath y Gorakshanath― se encuentra en Nath Mandir, cerca del templo Vasrésuari, un kilómetro desde Ganeshpuri, en el estado de Majarastra (India).

## Natha yoga sampradaia
La natha sampradaya no reconoce las castas hinduistas, y sus enseñanzas fueron adoptadas por parias y reyes por igual. La heterodoxa tradición nath tiene muchos subgrupos, pero todos honran a Matsiendranath y a Gorakshanath como los fundadores de la tradición.
En la tradición natha existen 12 subdivisiones (pantha: ‘senderos’), presentes en toda la India y también en Afganistán, Pakistán, Nepal, Tíbet, Bangladés y Sri Lanka.
Esas corrientes tienen enfoques variados en la práctica del yoga y el tantra.

## Los sitios web de los Natha-Sampradaya Ashrams
- «Asociación de los 12 Panth (Haridvar, India) inglés». Archivado desde el original el 12 de enero de 2016. Consultado el 7 de octubre de 2015.
- «Amritnath Ashram (Man-panth, India) inglés».
- «Página web de Yogendranath Yogui (Bangalor, India) inglés».
- «Mahayogui Gorakshanath página web de Yogendranath (Bangalor, India) inglés».
- «Gorakshanath Mandir en Delhi, India inglés».
- «Gorakhnath mandir Mrigasthali (Katmandú, en Nepal), en inglés». Archivado desde el original el 4 de noviembre de 2017. Consultado el 7 de octubre de 2015.
- «Shri Baba Mastnath Math (página web en inglés de Yogui Shraddhanath)». Archivado desde el original el 27 de diciembre de 2012. Consultado el 7 de octubre de 2015.
- «Los natha-siddhas famosos (en inglés)».

- Datos: Q117421